# Celtic (schip, 1901)
De RMS Celtic II was een passagiersschip van de rederij White Star Line en behoorde tot de "The Big Four" (Celtic II, Cedric I, Baltic II en Adriatic II), schepen van boven de 20.000 ton. De haven van New York moest worden uitgediept voor deze schepen. Het schip voer op de lijn Liverpool - New York maar maakte een cruise op de Middellandse Zee in 1902.
In 1927 werd het schip grondig herbouwd en werd het drieklassensysteem afgeschaft. Vanaf toen konden er 2500 passagiers mee, allen in dezelfde klasse.

## Eerste Wereldoorlog
In de Eerste Wereldoorlog werd het schip omgebouwd tot hulpkruiser en aan het 10de Cruiser eskadron toegevoegd op 10 december 1914. Door het hoge verbruik van steenkool werd er niet zomaar meer rondgevaren met het schip maar ingezet als troepentransportschip naar Egypte.
Het schip liep in 1917 op een mijn in de buurt van het eiland Man waarbij 17 man omkwam. Het schip werd verlaten en naar Peel Bay gesleept om vervolgens in Belfast hersteld te worden.
Het schip werd in 1918 in de Ierse Zee getorpedeerd door de Duitse U-boot UB-77 waarbij zes man omkwam. Het schip werd naar Liverpool gesleept en door Harland and Wolff hersteld.

## Rampen[1]
Na de oorlog kreeg de White Star Line het schip terug en had tot 1920 nodig om het te verbouwen. 
Op 25 april 1925 botste het schip met de Hampshire Coast in de Ierse Zee. Maar de Celtic liep geen noemenswaardige schade op.
In 1927 leverde een tweede aanvaring, ditmaal met de Anaconda, ook geen grote schade op.
In 1928 liep het schip vast nabij Roches Point om vervolgens vast te lopen op Calf Rocks. Omdat het schip het zicht van de vuurtoren belemmerde werden de schoorstenen verwijderd en werd het total loss verklaard.
De Deense firma Petersen & Albeck kocht het wrak en liet het opbreken. Dit werk duurde tot 1933.